# Imassine
Imassine é uma aldeia chleuh (berbere) do vale do Dadès, também conhecido como Vale dos 1001 casbás, situada no sul de Marrocos, na província de Ouarzazate, parte da região de Souss-Massa-Drâa. A aldeia faz parte dos territórios tradicionais da tribo berbere dos  Aït Zekri e encontra-se a mais de 1 300 m de altitude, entre o Alto Atlas e o Jbel Saghro, a nordeste de Ouarzazate, entre as comunas de Skoura e Kelaat-M'Gouna.
A aldeia está dividida em diversos douars (bairros, embora o termo também se possa referir a aldeias menores completamente distintas), como Taghzoute, Bouykba e Assaka. A população total é de cerca de 2 500 habitantes. A comuna é atravessada pelo uádi (oued) Dadès, cuja água permite a irrigação dos terrenos agrícolas e enche a barragem de El Mansour. A temperatura varia entre os -5°C no inverno e 38°C no verão.